# Associação Nacional para o Software Livre
Die Associação Nacional para o Software Livre (ANSOL, deutsch „Nationale Vereinigung für Freie Software“) ist eine portugiesische gemeinnützige Vereinigung für Förderung, Entwicklung und rechtliche Verteidigung freier Software und die Erforschung ihrer Auswirkungen in sozio-politischer, philosophischer und technischer Hinsicht. Sie ist portugiesisches Mitglied der Free Software Foundation Europe (FSFE). Sie betätigt sich unter anderem in der Öffentlichkeit als Sprachrohr für die Standpunkte der Freie-Software-Szene bei politischen und gesellschaftlichen Debatten. Konkrete Beispiele weiterer Aktivitäten sind das Projekt Escolas Livres (deutsch „Freie Schulen“), das den Einsatz freier Software an Schulen fördert, und die Teilnahme am Software Freedom Day mit der Ausrichtung einer Veranstaltung.
Die ANSOL und wurde am 12. Oktober 2001 in Porto auf der Veranstaltung Porto, Technological City gegründet.

## Gesetz gegen DRM
Die ANSOL und die Associação Ensino Livre waren die treibenden Kräfte hinter der DRMPT-Bewegung. Sie brachten nach 15 Jahren Lobbyarbeit einen Gesetzentwurf in das portugiesische Parlament zur Lösung des DRM-Problems. Nach der Begutachtung und Verabschiedung im Ausschuss für Kultur, Kommunikation, Jugend und Sport wurde im April 2017 das Gesetz im Plenum mit den Stimmen der Fraktionen von BE, PS, PCP, Grüne, PAN, bei Enthaltung der CDSPP und den Gegenstimmen der PSD angenommen.
Das Gesetz garantiert, dass die Bürger digitale Inhalte mit Digital Restrictions Management frei nutzen können: Zu Lehr- und wissenschaftlichen Forschungszwecken, zur private Vervielfältigung, und in anderen im Artikel 75 ff. aufgeführten Fällen.
Der Gesetzentwurf verbietet darüber hinaus die Platzierung von DRM in gemeinfreien Werken und solchen, die von öffentlichen Einrichtungen oder mit öffentlicher Finanzierung veröffentlicht wurden.
Dadurch soll das kulturelles Erbe geschützt werden und Bürger ihre Grundrechte auch in Bezug auf Werke mit DRM wahrnehmen können.